# Mimoni 2: Padouch přichází
Mimoni 2: Padouch přichází (v anglickém originále Minions: The Rise of Gru) je americký 3D počítačově animovaný komediální film z roku 2022, produkovaný společností Illumination Entertainment. Jedná se o spin-off filmu Mimoni z roku 2015 a celkově pátý film ve franšíze Já, padouch. Režie se ujal Kyle Balda, spolu-režiséři jsou Brad Ableson a Jonathan del Val a scénář napsal Brian Lynch a Matthew Fogel. V hlavních rolích se objeví Steve Carell a Pierre Coffin spolu s Taraji P. Henson, Michelle Yeoh, RZA, Jean-Claude van Damme, Lucy Lawlessová, Dolph Lundgren, Danny Trejo, Russell Brand, Julie Andrewsová a Alan Arkin.
Film měl premiéru na Mezinárodním festivalu animovaných filmů v Annecy 13. června 2022, v Česku byl uveden 30. června 2022 a 1. července 2022 ve Spojených státech.

## Obsazení
- Steve Carell jako Gru[7]
- Pierre Coffin jako Kevin, Stuart, Bob, Otto a ostatní Mimoni[7]
- Taraji P. Henson jako Belle Bottom[8]
- Michelle Yeoh jako Master Chow[9]
- Jean-Claude van Damme jako Jean Clawed[10]
- Lucy Lawlessová jako Nunchuck[10]
- Dolph Lundgren jako Svengeance[11]
- Danny Trejo jako Stronghold[10]
- Russell Brand jako dr. Nefario[12]
- Julie Andrewsová jako Marlena Gru[9]
- Alan Arkin jako Wild Knuckles[9]
- RZA[8]

## Produkce

### Vývoj
V lednu 2017 Universal Pictures a Illumination Entertainment oznámili pokračování animovaného filmu Mimoni z roku 2015. Film se začal produkovat v červenci 2017 a byl obsazen spolurežisér Brad Ableson. V květnu 2019 byl oznámen název filmu – Minions: The Rise of Gru.

### Obsazení
V prosinci 2019 bylo oznámeno, že Pierre Coffin a Steve Carell si zopakují své role jako Mimoni a Gru.

### Animace
Produkce filmu se během pandemie covidu-19 částečně zpomalila, kvůli zavření divize Illumination Mac Guff ve Francii.